# Rudern

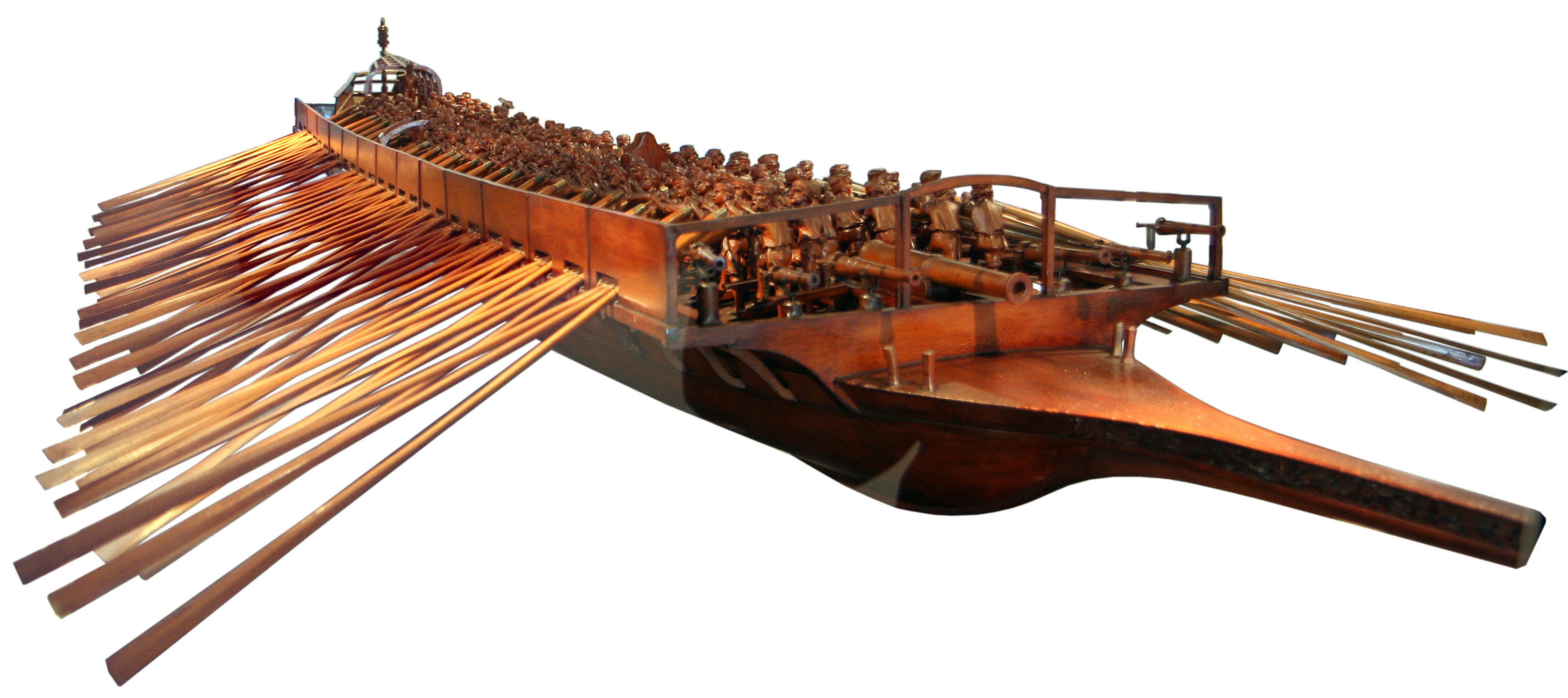
Venezianische Galeere; jeweils ein Mann führt einen Riemen, Holzmodell nach dem Vorbild des auf San Marco in Bocca Lama 1996 entdeckten Schiffs

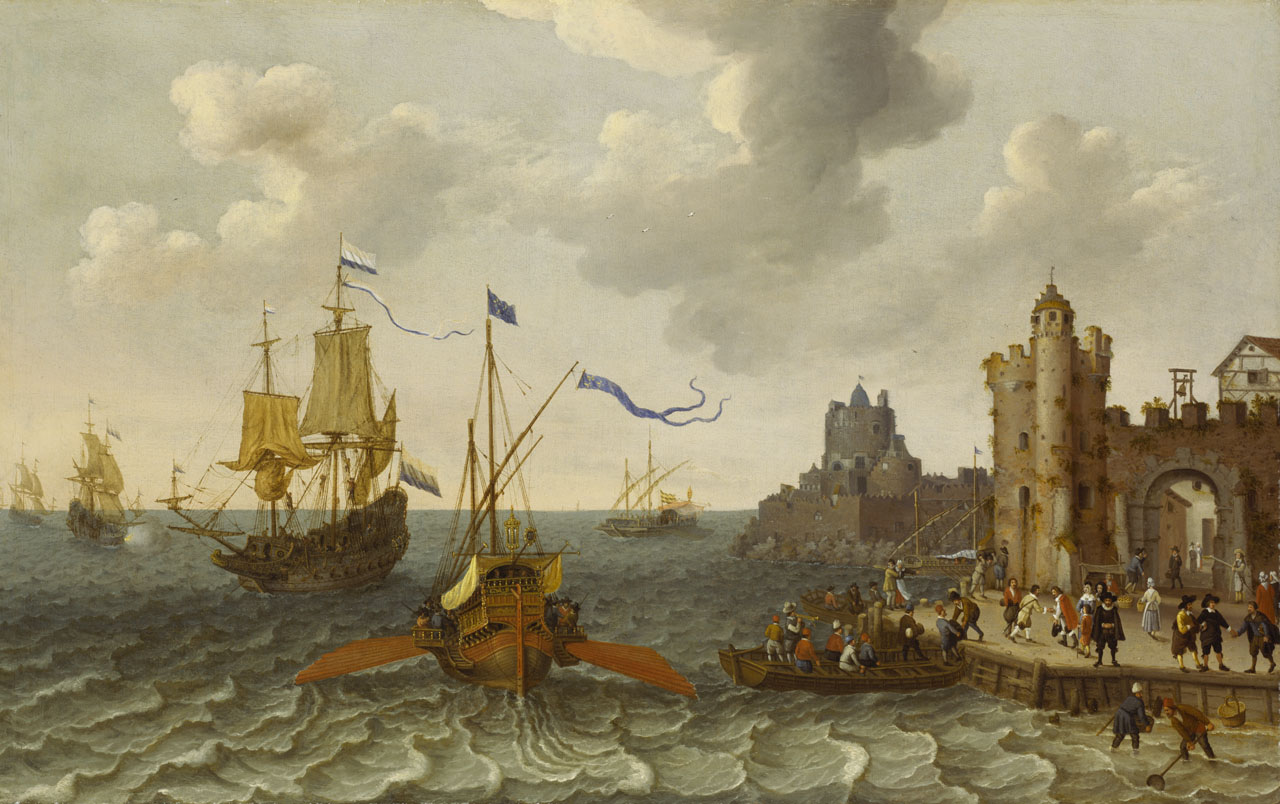
Eine französische Galeere (vorne, ohne gesetzte Segel) und eine niederländische Galeone (links) vor einem Hafen, Gemälde von Abraham Willaerts aus dem 17. Jahrhundert

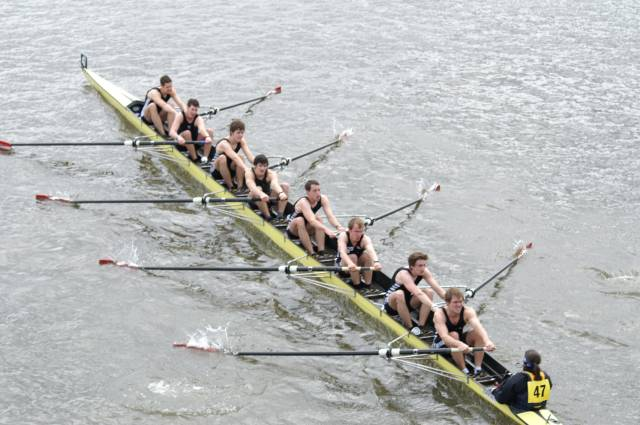
Achter mit Steuermann; Vortrieb mit Riemen

Der Ausdruck Rudern bezeichnet allgemein die Fortbewegung eines Wasserfahrzeuges durch menschliche Kraft mittels Riemen oder Skulls. Beim Skullen hält ein Ruderer in jeder Hand jeweils ein Vortriebsmittel, das sogenannte Skull, welches umgangssprachlich auch als Ruder bezeichnet wird. Beim Riemenrudern hält der Ruderer hingegen nur ein Vortriebsmittel, den Riemen, mit beiden Händen.
Rudern ist heute eine Freizeit- und Kraftausdauer-Sportart, bei der Boote auf dem Wasser bewegt werden, in denen – je nach Bootsgattung – unterschiedlich viele Personen sitzen: Die Spanne reicht in den olympischen Bootsgattungen vom Einer (auch Skiff genannt) bis zum Achter.

## Geschichte

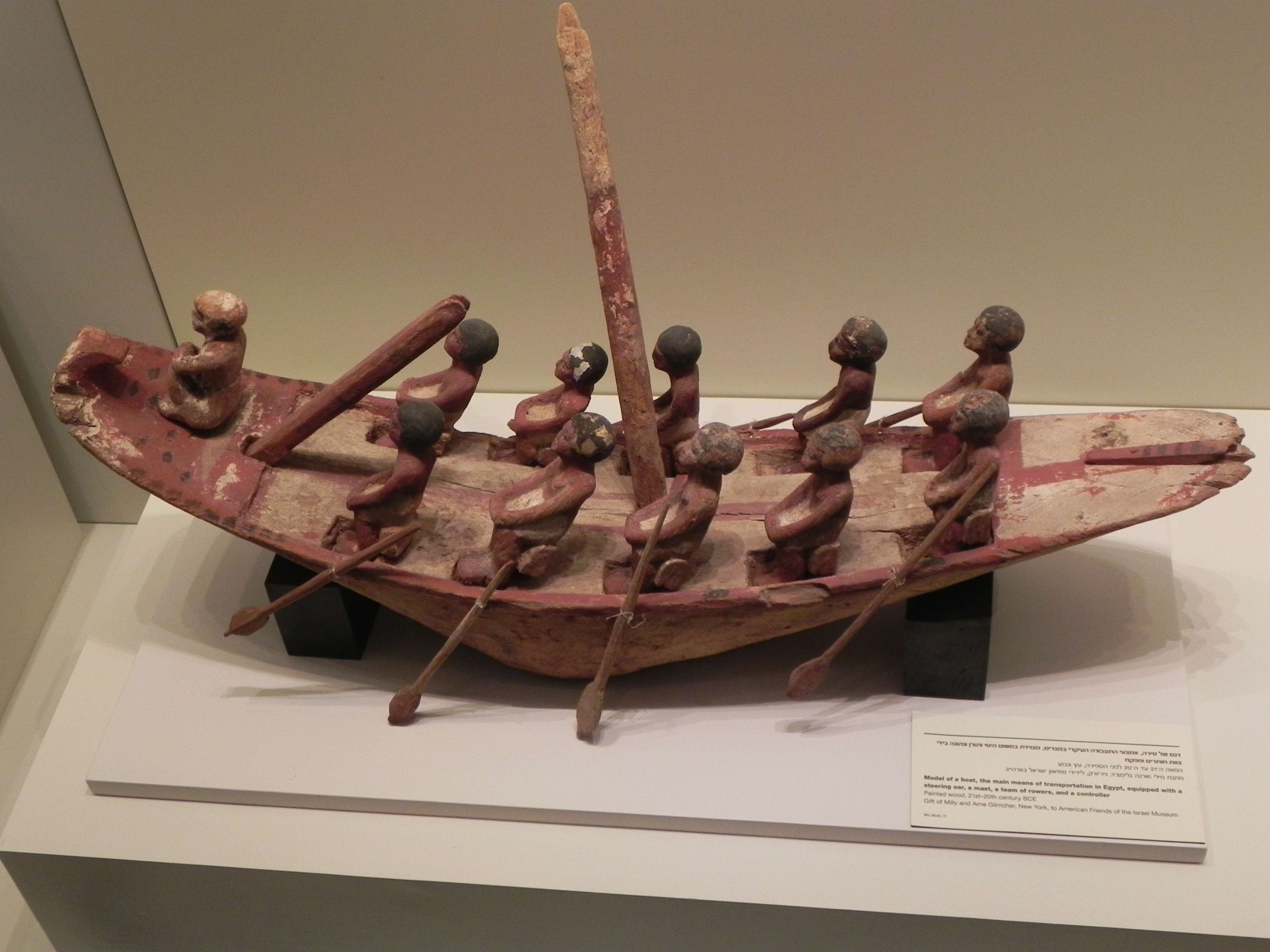
Hölzernes Modell eines Ruderbootes aus dem historischen Ägypten, 21. oder 20. Jahrhundert v. Chr.

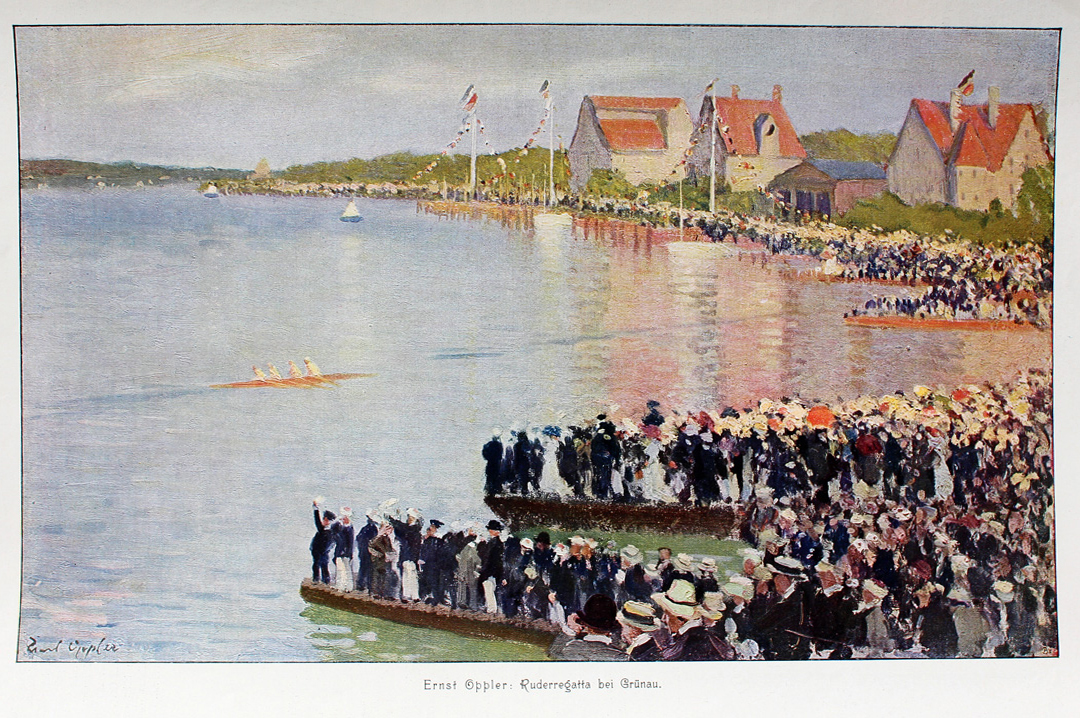
„Ruderregatta bei Grünau“, Gemälde von Ernst Oppler um 1910

Das Rudern ist bereits seit der Antike bekannt. Vor der Erfindung von Dampf- und Dieselantriebsmaschinen war es eine gute Möglichkeit, unabhängig vom Wind auf offenem Wasser voranzukommen. Galeeren waren mit bis zu drei Reihen von Ruderern übereinander besetzt.
Rudern wurde bereits in der Antike auch bei Wettkämpfen betrieben, doch erst mit Beginn des 18. Jahrhunderts verfeinerten die Briten das Rudern als moderne Sportart. 1715 schrieb der Ire Thomas Doggett in London die erste Ruderregatta der Neuzeit aus, das so genannte Doggett’s Coat and Badge Race auf der Themse. Nachdem Rudern vor allem an Lehranstalten populär geworden war, entstand 1818 mit dem Leander Club der erste öffentliche Ruderverein. Die bekanntesten Ruderregatten sind heute das so genannte Boat Race der Achter der Universitäten von Cambridge und Oxford, das 1829 zum ersten Mal stattfand, sowie die seit 1839 unweit der Insel Temple ausgetragene Henley Royal Regatta. 1836 wurde mit dem Hamburger Ruder-Club der erste deutsche Ruderverein gegründet, und die erste deutsche Ruderregatta gab es 1844 in Hamburg. 1896 wurde Rudern olympisch. Aufgrund schlechter Wetterbedingungen fiel die Disziplin jedoch aus und wurde somit 1900 erstmals ausgetragen.

## Rudertechniken
Grundsätzlich kann zwischen Skullen (engl. sculling) und Riemenrudern (engl. sweeping) unterschieden werden. Beim Skullen hält ein Ruderer in jeder Hand jeweils ein Skull. Beim Riemenrudern hingegen hält der Ruderer einen Riemen mit beiden Händen, der entweder Backbord oder Steuerbord in das Wasser taucht.
Die Aneignung und Verbesserung einer Rudertechnik soll es ermöglichen, unter biomechanischen Gesichtspunkten die Bootsgeschwindigkeit zu maximieren und gleichzeitig die körperliche Belastung zu minimieren. Im Laufe der Zeit hat sich im deutschen Raum folgendes Leitbild zur bestmöglichen Erreichung dieser Ziele herausgebildet.

### Skullen

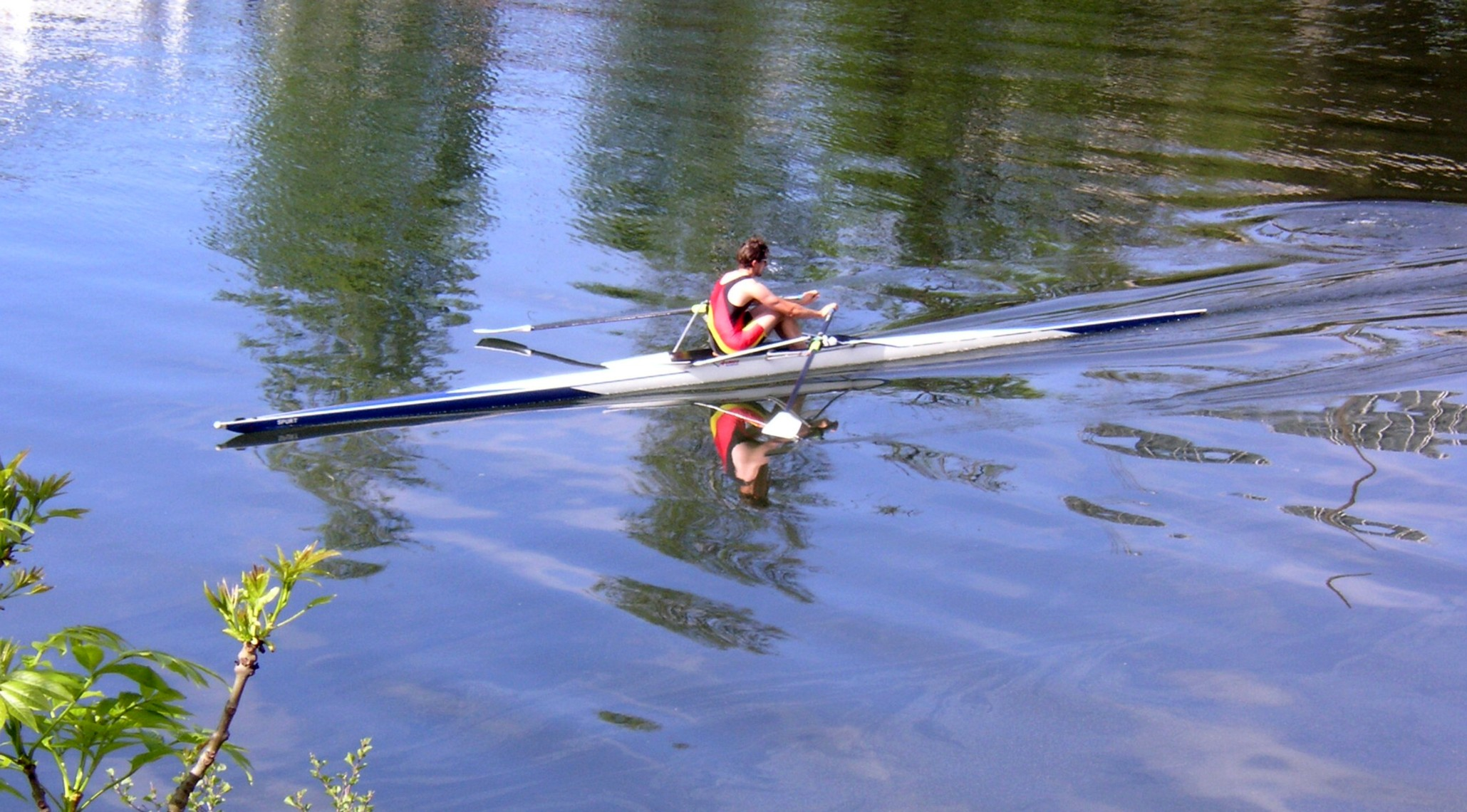
Einer; Vortrieb mit Skulls

In der Auslage, auch Vorlage genannt, also am Beginn des Zuges, stehen die Unterschenkel annähernd senkrecht zur Wasseroberfläche, indem man mit dem Rollsitz nach vorne rollt und der Oberkörper leicht nach vorne geneigt ist. Der Oberkörper sollte möglichst nicht auf den Oberschenkeln aufliegen; die Arme sind weitestmöglich nach vorne-außen gestreckt, um eine möglichst große Schlagweite zu erzielen, die Blätter sind orthogonal zur Wasseroberfläche aufgedreht, die Blattunterkante befindet sich nicht mehr als 5 cm über der Wasseroberfläche. Am Ende der Rollbewegung werden die Ruderblätter in das Wasser eingetaucht (gesetzt).
Darauf wird unmittelbar mit dem Durchzug begonnen: Die Beine treten gegen das Stemmbrett. Hierbei sollte darauf geachtet werden, dass man nicht zu stark antritt, sondern die gefühlte Kraftanwendung zum Endzug hin erhöht. Die Arme bleiben gestreckt, der Oberkörper wird mitgeführt und geht in die Senkrechte, dieser bleibt mit der Hüfte auf einer Linie.
Die Skulls müssen vom Ruderer hintereinander geführt werden, damit die Innenhebel, d. h. der Teil des Skulls, der von der Dolle des Auslegers gesehen zur Mitte des Bootes reicht, nicht aneinander stoßen. In Deutschland wird das Backbordskull näher am Körper und etwas unter dem Steuerbordskull geführt. In der DDR wurde das Steuerbordskull näher am Körper und etwas unter dem Backbordskull geführt, was jedoch nach der Wende 1990 zu Gunsten einer einheitlichen Technik aufgegeben wurde. Beide Varianten sind gleich effektiv. Die Ausleger bzw. Dollen werden deshalb manchmal 0,5–1,5 cm unterschiedlich geriggert, also in der Regel Backbord ca. 1 cm tiefer als Steuerbord, um eine Schräglage des Bootes zu vermeiden. Bei sauberer Führung der Hände hintereinander und nahezu auf einer Höhe ist dies allerdings nicht notwendig. Es gibt jedoch auch die Möglichkeit, die Hände komplett übereinander zu führen (amerikanische Methode). Hierzu müssen die Ausleger des Bootes aber deutlich unterschiedlich hoch angebracht werden.
Die Armbeugung beginnt kurz bevor die Hände die Knie passieren. Die Beinstreckung wird erst abgeschlossen, nachdem die Hände die Dolle passieren.
Sobald der Beinstoß beendet ist, lehnt sich der Körper in die Rücklage (auch Rückenlage), also von der Senkrechten aus etwa 30° nach hinten. Die Arme beschleunigen den Zug, der endet, wenn die Hände den Körper berühren. Die Innenhebelgeschwindigkeit im Endzug muss der Schlagfrequenz und Bootsgeschwindigkeit entsprechen. Dann werden die Blätter mittels Herunterdrücken der Hände senkrecht aus dem Wasser gehoben und abgedreht. Die Blattoberkante weist jetzt in Fahrtrichtung, wodurch der Luftwiderstand verringert wird. Sobald die Blätter vom Wasser frei sind, beginnt das Vorführen der Innenhebel („Händeweg“). Der Oberkörper folgt unmittelbar der Heckwärtsbewegung der Innenhebel, so dass die Hände nicht zu weit vom Körper weggehen. Das fließende Vorführen der Innenhebel bei gleichzeitiger Mitnahme des Oberkörpers vollzieht sich in gleicher Geschwindigkeit wie das Heranführen des Innenhebels im Endzug. Dann zieht sich der Ruderer mit den Zehenspitzen am Stemmbrett nach vorne. Beim Vorführen der Innenhebel beginnt auf der Höhe des Stemmbrettes das Aufdrehen der Blätter, so dass sie in der Auslage wieder senkrecht stehen. Zur Auslage hin werden die Rudergriffe nach oben-vorne geführt – somit nähern sich die Ruderblätter dem Wasser und tauchen zur maximalen Auslage hin vollends darin ein (auch Setzen oder Wasserfassen genannt).
Bei der Gestaltung des gesamten Bewegungsablaufs ist ein flüssiger und harmonischer Ablauf, ein ineinander übergehender Verlauf der Bewegung besonders wichtig. Jede ruckartige Körper- und Extremitätenbewegung beeinflusst den Vortrieb und Durchlauf des Bootes negativ.

### Riemenrudern

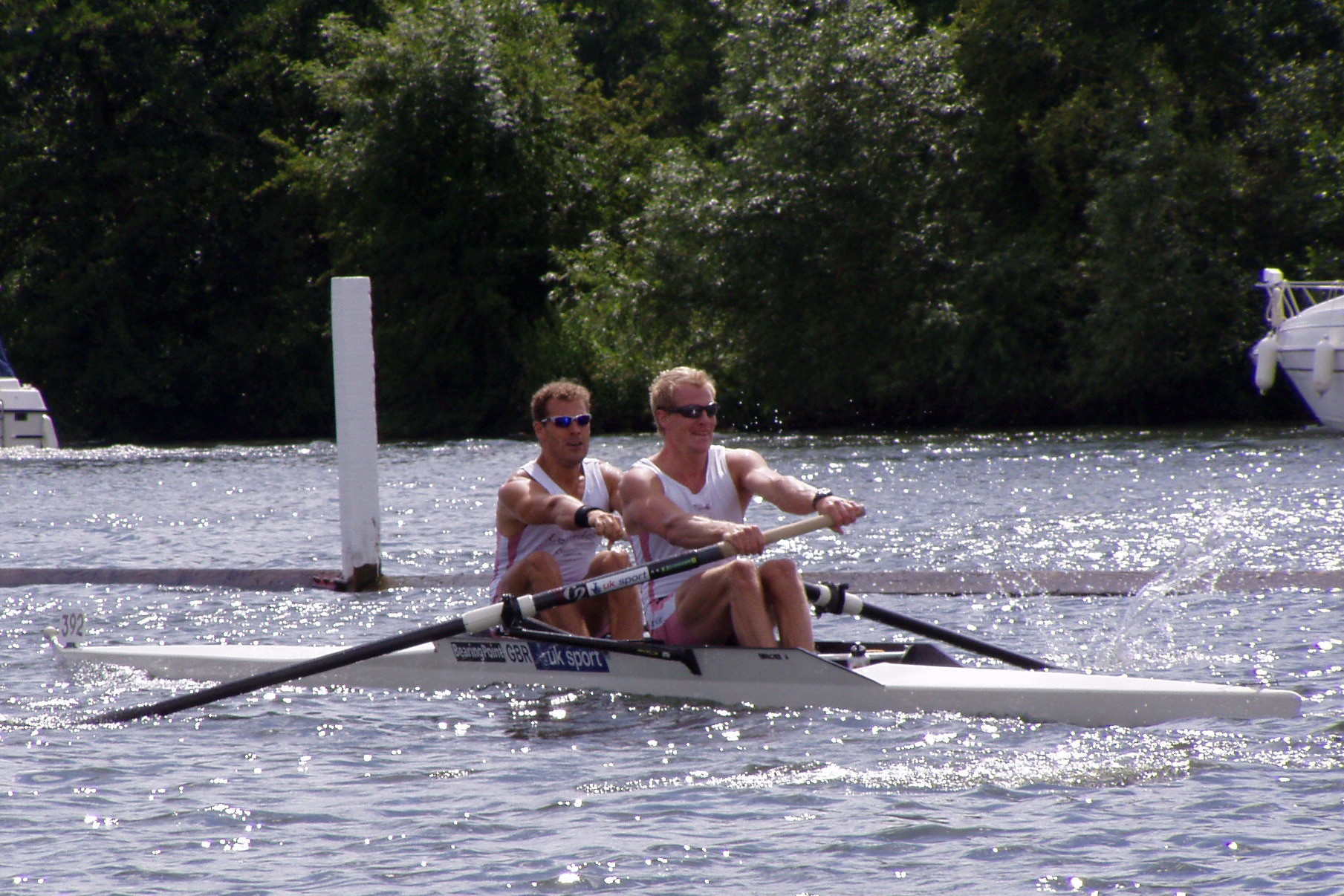
Beispiel für das Riemenrudern: Zweier ohne Steuermann

Jeder Ruderer hat nur einen Riemen anstelle von zwei Skulls. Diesen bedient er mit beiden Händen. Im Unterschied zum Skullen dreht der Ruderer seinen Oberkörper beim Rollen in die Auslage mit in Richtung Ausleger, während seine Schulterachse parallel zum Riemen befindlich ist. Im Gegensatz zum Skullen kommen sich hier bei den meisten Ruderern Arme und angewinkelte Beine in der Auslage in die Quere, daher ist es üblich, das Außenbein (das Bein gegenüber dem Ausleger) etwas wegzustrecken. Riemen (ca. 378 cm, Innenhebel zwischen 112 cm und 120 cm) sind länger als Skulls und haben ein größeres Blatt.

## Ruderboote

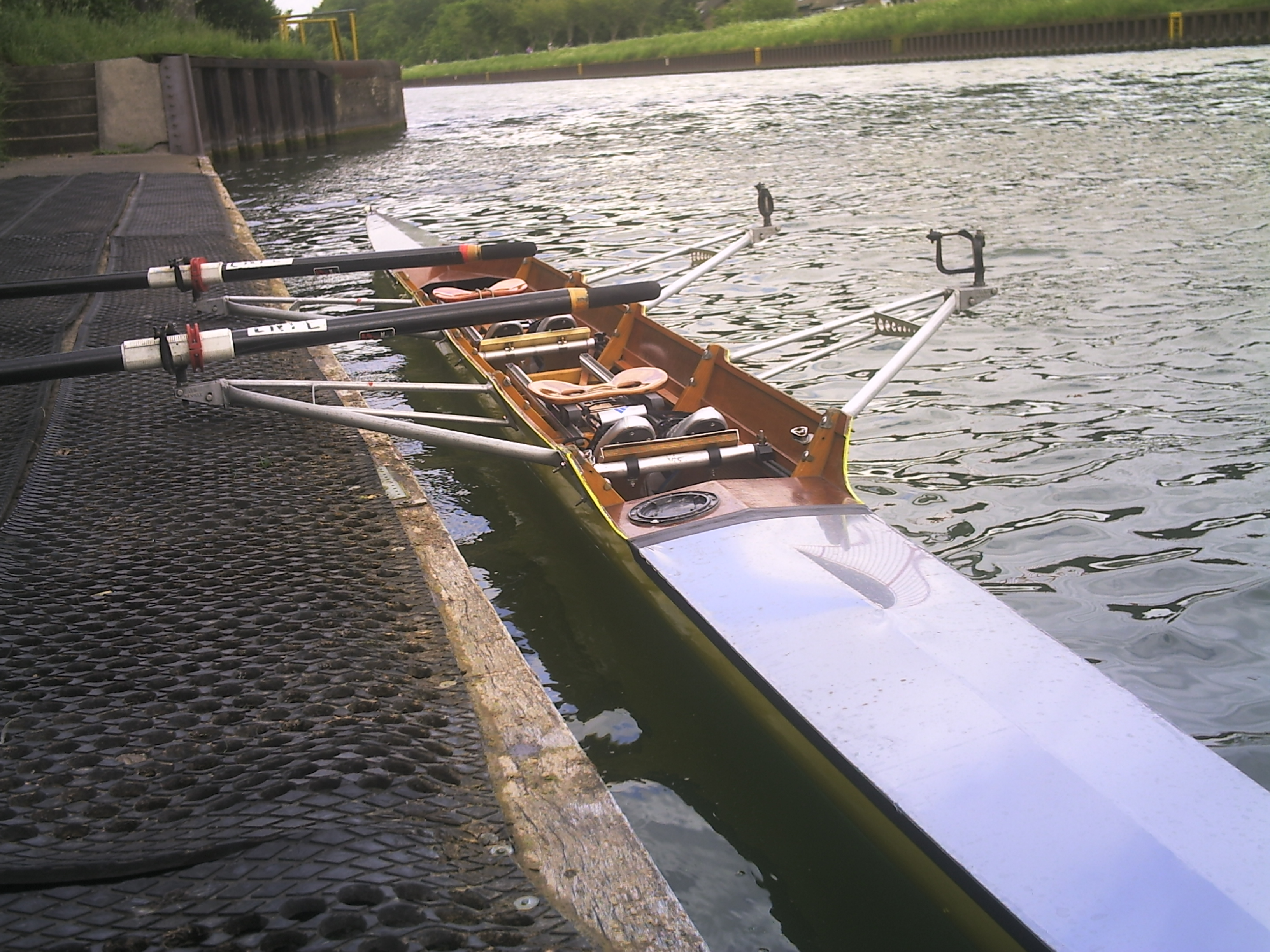
Rennboot: Doppelzweier (Innenansicht)

Bei den Sportruderbooten unterscheidet man zwischen Gigs, die vor allem im Breitensport benutzt werden und Rennruderbooten, die im Leistungssportbereich eingesetzt werden. Die Unterschiede liegen in der Bootsform, den zum Bau verwendeten Materialien und daraus resultierend im Gewicht. Gigs werden in A, B, C, D und E nach Breite und Bauweise (Klinkerbauweise oder Schalenbauweise) unterschieden. Des Weiteren unterscheidet man zwischen Skullbooten und Riemenbooten. Als besondere Ausprägung findet sich in der Ruderfamilie zusätzlich das Kutterpullen, vorwiegend bei der Marine zu finden und das aus dem Finnischen stammende Kirchbootrudern, das ähnlich wie bei einer Barke zwei nebeneinander sitzende Ruderer kennt. Darüber hinaus existieren in einigen Vereinen Ruderkatamarane. Hierbei handelt es sich meist um Eigenkonstruktionen, bei denen zwei Riemenruderboote über Stege miteinander verbunden werden. Diese Boote bieten eine erhöhte Stabilität und werden meist für Wanderfahrten eingesetzt. Für das Küstenrudern werden Boote genutzt, die breiter, flacher und robuster sind als beim Rennrudern.
Bei gewöhnlichen Ruderbooten sind die Dollen fest mit dem Bootsrumpf verbunden, während der Ruderer sich mit einem Rollsitz in der Längsrichtung des Bootes bewegen und somit seine Beinkraft zum Vortrieb nutzen kann. Eine andere Variante sind Rollauslegerboote, bei denen der Rudersitz starr mit dem Boot verbunden ist, dafür die Ausleger mit den Dollen über ein Schienensystem in der Längsrichtung des Bootes beweglich sind. Diese Variante hat den Vorteil, dass sich der Schwerpunkt des Bootes während der Ruderbewegung nicht so stark ändert. Rollauslegerboote sind nach anfänglichen Erfolgen in den siebziger Jahren jedoch nicht mehr bei offiziellen Wettkämpfen zugelassen.

## Bootsklassen
Die am häufigsten auftretenden Bootsklassen sind:
- Einer (Skiff) (1x)
- Zweier
  - Doppelzweier (2x, ohne Steuermann)
  - Zweier ohne Steuermann (2-)
  - Zweier mit Steuermann (2+)
- Vierer
  - Doppelvierer (4x, ohne Steuermann)
  - Doppelvierer mit Steuermann (4x+)
  - Vierer ohne Steuermann (4-)
  - Vierer mit Steuermann (4+)
- Achter (8+, mit Steuermann)

Es gibt auch noch Sonderklassen, Beispiele hierfür sind:
- Hochzeitseiner – Dies ist ein gewöhnlicher Gig-Einer mit Steuerplatz.
- Doppelachter (8x) – Dies ist ein Achter, bei dem Skulls statt Riemen eingesetzt werden. Wettkämpfe in dieser Bootsklasse sind sehr selten.
- Doppeldreier – Ein auf die gleiche Art gebautes Ruderboot wie der Gigvierer jedoch mit nur drei Ruderplätzen und mit Steuermann.
- Barke – Ein Ruderboot für acht Ruderer, die in zwei Reihen à vier nebeneinander sitzen. Im Heck ist Platz für bis zu drei Personen, davon ein Steuermann. Barken werden hauptsächlich beim Wanderrudern eingesetzt.
- „Doppelvierundzwanziger“ – Keine echte Bootsklasse, es existiert aber ein Showboot einer schweizerischen Ruderbootwerft. Der „Doppelvierundzwanziger“ ist ein gewöhnlicher, in der Mitte teilbarer Achter, der um vier Vierer-Segmente erweitert wurde.[5]

## Die Mannschaft
In allen Booten sind alle Plätze im Boot vom Bug zum Heck durchnummeriert, das heißt, der Bugmann sitzt immer auf Platz eins, der Schlagmann auf dem Platz mit der höchsten Nummer. Bis Mitte der 60er-Jahre war die Zählweise jedoch genau umgekehrt (vom Heck zum Bug) und wurde dann in fast allen Ländern angepasst. In einigen Teilen der Welt (unter anderem in Frankreich) wurde die neue Zählweise jedoch aus verschiedenen Gründen nicht akzeptiert, weswegen hier bis heute noch der Schlagmann auf „Platz eins“, und der Bugmann auf dem Platz mit der höchsten Nummer sitzt. Die Ablehnung des neuen Zählsystems hängt unter anderem mit der Wertschätzung des Schlagmannes („die Nummer eins im Boot“) und mit der Theorie „der Schlagmann sitzt in jedem Boot und sollte immer die gleiche Nummer haben“ zusammen.
Neben diesen Plätzen haben bestimmte Mannschaftsmitglieder im Boot auch besondere Aufgaben:

### Schlagmann
Der Schlagmann sitzt im Heck des Bootes, von der Mannschaft aus gesehen an der ersten Position. Er gibt die Schlagfrequenz vor, damit also die Zeitpunkte, zu denen die Skulls oder Riemen in das Wasser eingesetzt und herausgehoben werden. Die anderen Ruderer folgen seinen Bewegungen, damit möglichst gleichmäßig gerudert wird. Er hat damit auch die Aufgabe, eine möglichst konstante Schlagfrequenz zu halten und im Rennen den Start und die Spurts vorzugeben. Dabei ist für den Schlagmann ein ausgeprägtes Rhythmusgefühl sowie ein Sinn für die Bootsbewegungen unabdingbar. In den meisten Riemenrennbooten ohne Steuermann kann der Schlagmann über ein Fußsteuer, bei dem ein Schuh beweglich am Stemmbrett befestigt und mit Seilen verbunden ist, das Steuer am Heck des Bootes bewegen und dieses damit steuern.

### Bugmann
Der Bugmann sitzt im Bug des Bootes und hat vor allem die Aufgabe, auf andere Boote vor dem eigenen zu achten, damit es keine Unfälle gibt. In Booten ohne Steuermann muss er sich von Zeit zu Zeit herumdrehen, um dem Schlagmann (der in diesem Fall auch der Steuermann ist) gegebenenfalls mitzuteilen, in welche Richtung das Boot gelenkt werden muss. Kleinere Korrekturen der Fahrtrichtung in Skullbooten kann der Bugmann durch stärkeren Druck auf einem Skull auch selbst korrigieren, in Riemenbooten ist dies natürlich nicht möglich.
In einigen Gigbooten ist der Bugmann gleichzeitig der Steuermann. Mit seinem beweglichen Stemmbrett, das über Seile mit dem Steuer am Heck verbunden ist, steuert er das Boot.
In weiten Teilen Österreichs und in den südlichen Bundesländern Deutschlands wird der Bugmann auch als Bugsau bezeichnet. Dieser Spitzname hat sich über Jahrzehnte in vielen Vereinen eingebürgert und soll auf die doppelte Rolle des Bugmanns (Ruderer und Aufsichtsperson), und die damit größere Arbeitsleistung während der Ausfahrt hinweisen.

### Steuerleute
Beim Rennrudern haben einige Bootsgattungen einen Steuermann. Dies sind:
- Zweier mit Steuermann,
- Vierer mit Steuermann,
- Doppelvierer mit Steuermann,
- Achter (immer mit Steuermann, deshalb wird hier der Hinweis weggelassen).

Die Boote ohne Steuermann, manchmal falsch als ungesteuert bezeichnet, sind:
- Einer (immer ohne Steuermann, daher auch hier kein Hinweis),
- Zweier ohne Steuermann,
- Doppelzweier (immer ohne Steuermann, daher auch hier kein Hinweis),
- Vierer ohne Steuermann,
- Doppelvierer (da mit Steuermann nur im Breitensport und im U17-Leistungssport eingesetzt, entfällt auch hier im Rennbereich der Zusatz).

Bei Gigbooten gibt es eine Vielzahl von Varianten. Der im Heck liegende Steuerplatz kann häufig zu einem weiteren Ruderplatz umgebaut werden, aus z. B. einem 4x+ wird dann ein Fünfer ohne, der mit einem Fußsteuer auf der Eins gesteuert wird.
Der Steuermann (Stm.) ist im Boot die einzige Person, die nicht rudert. Er liegt entweder im Bug des Bootes (normalerweise im Zweier mit, Doppelvierer und Vierer mit Steuermann, manchmal auch im Achter) oder er sitzt aufrecht im Heck (normalerweise im Achter, früher auch oft im Zweier mit, Doppelvierer und Vierer mit Steuermann). Vor allem für Zweier und Vierer verteilt sich durch den im Bug liegenden Steuermann das Gewicht der Mannschaft besser. Auch der Schwerpunkt der Mannschaft liegt tiefer, was sich positiv auf die Balance des Bootes auswirkt. Ebenfalls ist die Sicht des Steuermannes dadurch verbessert. Beim Achter hat sich der vorn liegende Steuermann nicht durchgesetzt. Da sich der Gewichtsverteilungsvorteil bei der Länge des Bootes nicht gravierend auswirkt, gibt man hier dem beim hinten sitzenden Steuermann besseren Kontakt zum Schlagmann den Vorrang. Experimentiert wurde auch schon mit der Variante, den Steuermann in die Mitte des Bootes zu setzen. Dies konnte sich aber, vor allem wegen des technischen Aufwandes und der schlechten Sicht des Steuermannes, nicht durchsetzen.
Der Steuermann lenkt das Boot über eine Steuerleine, die einmal rund geführt ist. Jedes Ende ist an einer Seite des Steuers befestigt. Im Bug ist an der Steuerleine ein kurzer Hebel befestigt. Im Heck dagegen ist die Steuerleine auf beiden Seiten des Steuermannes entlanggeführt.
Nach den Richtlinien der FISA (franz. kurz für „Fédération Internationale des Sociétés d’Aviron“ = Internationaler Ruderverband) muss der Steuermann vor dem Wettkampf ein Gewicht von minimal 55 Kilogramm auf die Waage bringen. Mit dieser Regelung wird ein „Wettrüsten der leichtesten Steuerleute“ vermieden. Dies hat aber nicht den Ausschluss von leichteren Steuerleuten zur Folge: Liegt ihr Gewicht unter dem geforderten Minimum, so wird dieser Gewichtsvorteil mittels Anlegen von Zusatzgewichten ausgeglichen.
Auf Regatten feuern Steuerleute ihre Mannschaft während des gesamten Rennens an, geben ihr die Kommandos für Zwischenspurts und liefern Informationen zum Renngeschehen. Dazu kann man eine Cox-Box (benannt nach dem englischen Wort für Steuermann: coxswain oder kurz cox) benutzen, diese ist mit einem oder mehreren Lautsprechern verbunden und zeigt dem Steuermann die Schlagzahl und die Zeit an. Meistens ist der Steuermann auch dafür zuständig, die Startnummer zu besorgen und darauf zu achten, dass die Mannschaft pünktlich ablegt. Von einem Steuermann kann unter Umständen ein ganzes Rennen abhängen. Gute Steuerleute sind daher sehr gefragt und werden bei einem Sieg auch mit einer Medaille ausgezeichnet. Traditionellerweise wird der Steuermann eines siegreichen Bootes nach Ende des Rennens von der Mannschaft ins Wasser geworfen.
In Riemenbooten ohne Steuermann (Zweier ohne und Vierer ohne) übernimmt das Steuern entweder der Schlag- oder der Bugmann. Hierfür ist vielfach ein Fußsteuer vorhanden, über das das Boot gelenkt werden kann (zu Trainingszwecken wird das Steuer im Zweier ohne oft auch ausgebaut, um so die Mannschaft zu veranlassen, sich besonders auf den Geradeauslauf des Bootes zu konzentrieren). In den kleineren Skullbooten (Einer, Doppelzweier) gibt es kein eigenes Steuer, der Bugmann steuert durch Überziehen. Lediglich im Doppelvierer findet man beim Skullen ein Steuer, allerdings wird dies, je nach Erfahrung der Mannschaft, auch weggelassen (siehe Zweier ohne).
Auch das Trainingsgewässer eines Vereines entscheidet über den Einsatz des Steuers – trainiert eine Mannschaft ausschließlich auf einer geraden Strecke, wird gern auf ein Fußsteuer verzichtet.

## Wanderrudern

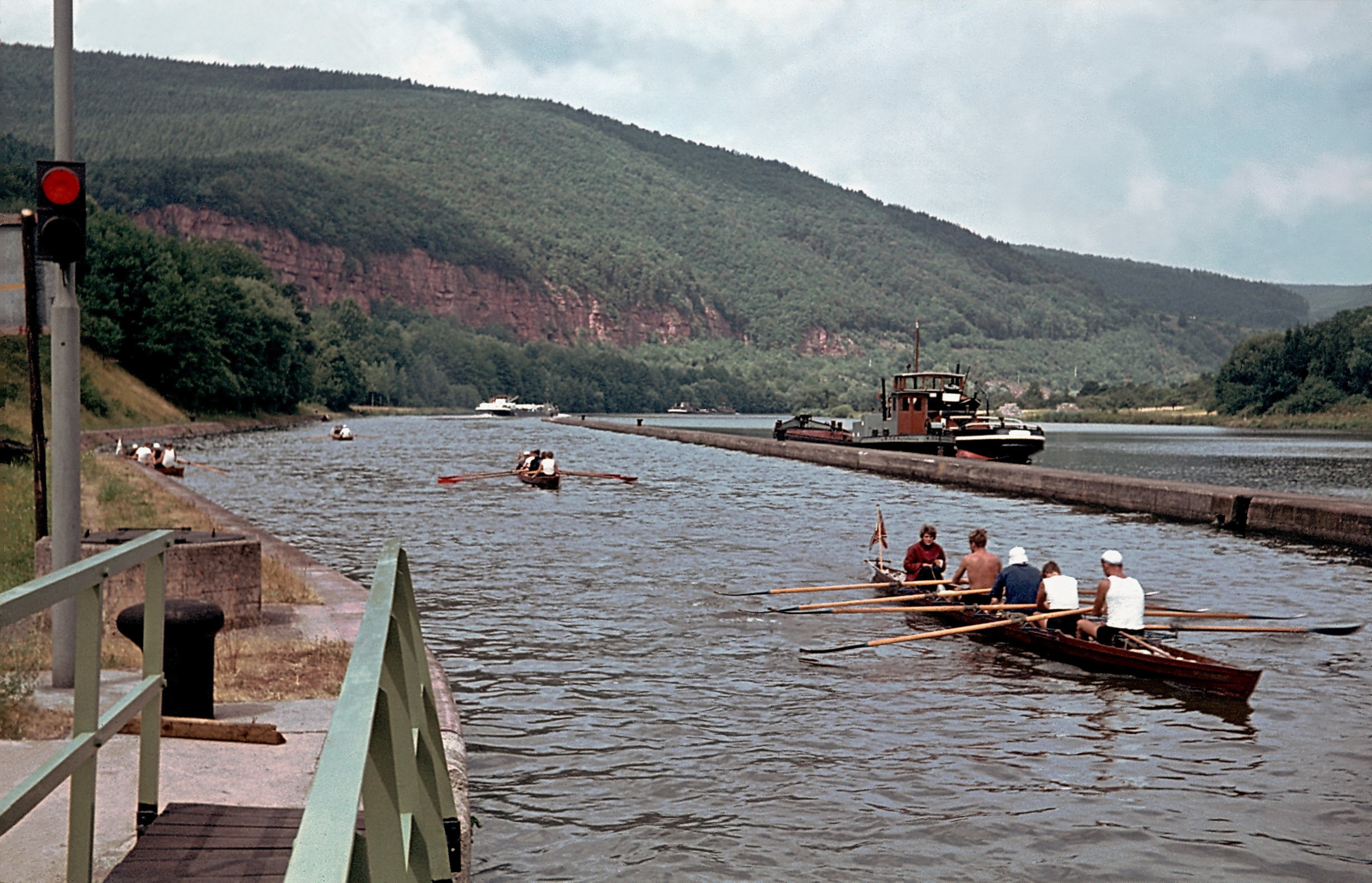
Einfahrt in die Schleuse, Wanderfahrt Bamberg - Mainz 1964

Neben Regatten sind Wanderfahrten eine der Attraktionen des Ruderns. Wanderrudern bedeutet das Befahren von Strecken über 30 km. Es findet meist auf längeren Flüssen oder Kanälen sowie zumeist in den breiten, stabilen Gigbooten statt.
Im Gegensatz zu einem Tagestörn können bei Wanderfahrten in mehreren Etappen ganze Flussläufe bewältigt werden. Auf diese Weise kann man einen Fluss komplett von den ersten befahrbaren Ufern bis zur Mündung erkunden. Wanderruderer können pro Tag bis zu 100 km zurücklegen. Diese großen Tageskilometerleistungen entstehen auch durch das Ausnutzen der Strömungsgeschwindigkeit von Flüssen.
Zusätzlich zum sportlichen Aspekt haben sich die Wanderruderer mit Schifffahrtsverkehr auseinanderzusetzen. Auf viel befahrenen Flüssen müssen die Boote zusätzlich gegen Wellen gesichert werden. Bei Staustufen ist das Befahren von Schleusenkammern notwendig. Das Gepäck wird entweder im Boot verstaut oder mit einem Begleitfahrzeug transportiert.
Beim Wanderrudern ist man nicht auf eine Bootsposition festgelegt. Auch gemischte Mannschaften aus Frauen und Männern in einem Boot sind üblich. Man kann sogar während der Fahrt die Bootspositionen wechseln. Die Nächte werden entweder auf Campingplätzen, in Hotels oder Herbergen, oft auch in Bootshäusern oder in Zelten auf dem Gelände anderer Rudervereinen verbracht, die an der Strecke liegen.

## Marathonrudern
Im Rudersport hat sich in den 70er Jahren eine neue Disziplin entwickelt, die statt „Marathon“ eigentlich „Super-Langstrecke“ heißen müsste – sind doch die Distanzen bei den eingeführten Regatten meist deutlich über 42 km lang. Beispiele sind die 160 km lange Tour du Léman auf dem Genfersee und der Weser-Marathon über 135 km. Die längste Marathonregatta in Deutschland, auf der innerhalb von 24 Stunden eine möglichst große Distanz bewältigt werden muss, findet jährlich in Berlin statt. Der dort aufgestellte Rekord von 268 km ist im Guinness-Buch der Rekorde eingetragen. Außerdem findet seit 1981 alljährlich im August der vom Eckernförder Ruderclub initiierte Härtetest statt, bei dem die Strecke Schleswig-Eckernförde auf der Schlei und Ostsee (80 km) innerhalb von 12 Stunden zurückzulegen ist. Die Schwierigkeit liegt hier nicht nur in den 80 km, sondern auch in den Widrigkeiten der offenen See. Den Teilnehmern werden hierfür geschlossene Gig-Boote empfohlen.
Eine Besonderheit ist die Teilnahme beim „Roseninsel-Achter“ des MRSV „Bayern“. Deutschlands größte Regatta für Achter-Ruderboote wird auch bei teilweise starkem Wind und Wellengang in offenen Ruderbooten ausgetragen. In insgesamt vier Abteilungen müssen die Aktiven von der Seepromenade in Starnberg bis zur Roseninsel und – nach einem Wendemanöver – wieder zurück. Den Rekord auf dieser Strecke stellte 2004 der Sorø-Ruderclub (Dänemark) mit 39:07 Minuten auf.
Seit Ende des 19. Jahrhunderts wird von Extremsportlern auch Ozeanrudern betrieben. Eine Transatlantikregatta im Ruderboot ist das seit 1997 stattfindende Atlantic Rowing Race, seit 2013 Atlantic Challenge genannt.

## Schülerrudern

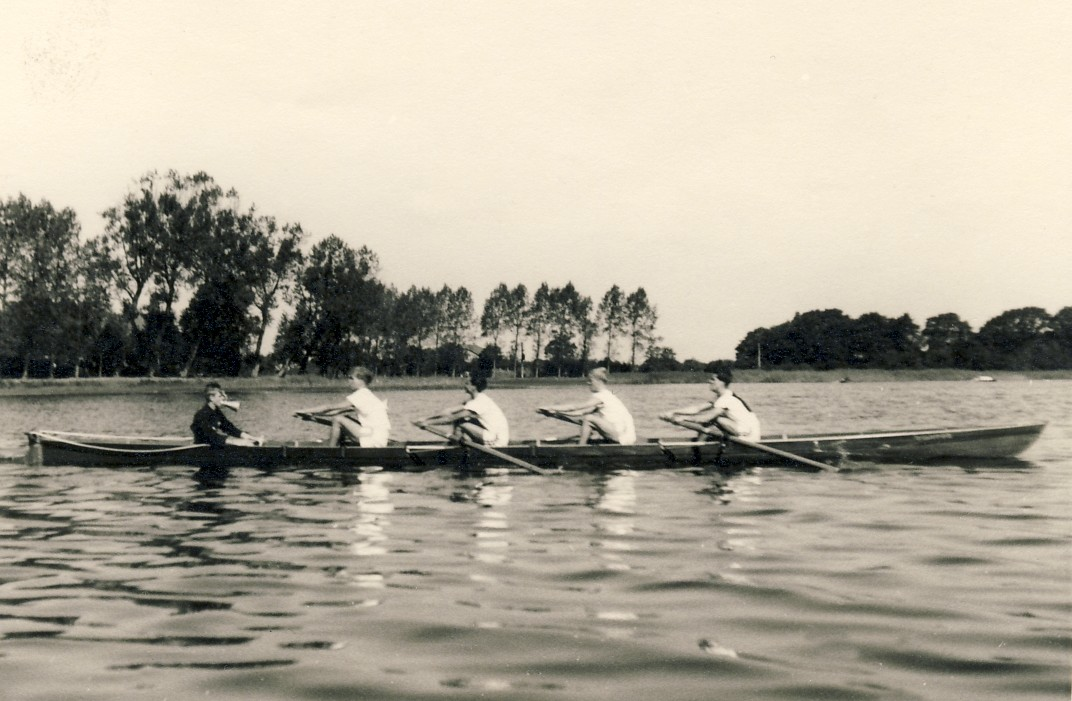
Der siegreiche Vierer mit Steuermann des Hamburger Matthias-Claudius-Gymnasiums am 6. August 1959 in Neumünster.

Beim Schulrudern handelt es sich um eine Form des Ruderns, bei dem eine Schule in der Form von Sportunterricht in den Sekundarstufen I und II oder in Arbeitsgemeinschaften das Rudern organisiert. Dies geschieht in der Regel in der Verantwortung eines Lehrers, der auch Protektor genannt wird. In Kooperationen mit traditionellen Rudervereinen kann die sportliche Verantwortung auch von den Übungsleitern und Trainern des Vereines mitgetragen werden.
Beim Schülerrudern werden die Schülerinnen und Schüler mehr mit in die Verantwortung einbezogen. Sie übernehmen die Ausbildung von Anfängern, betreuen Mannschaften beim Training und Wettkämpfen. Auch organisatorische Aufgaben für die am Bootshaus und am Bootsmaterial anfallenden Aufgaben werden übernommen. Dies ist die Zielrichtung, die von den Schülerrudervereinen, die über ihre Landesschülerruderverbände dem Bund Deutscher Schülerruderverbände angeschlossen sind, bevorzugt wird.
Es geht hierbei eben nicht nur um die sportlichen Erfolge, sondern auch um die erzieherischen Aufgaben, bei denen die Schüler lernen, Verantwortung für andere zu übernehmen. Der älteste deutsche Schülerruderverein ist der Rendsburger Primaner Ruderclub von 1880.
Der erste deutsche Schülerinnen-Ruderverein ist der Ruderverein der Heinrich-Schütz-Schule Kassel e. V., gegründet im Jahr 1911.

## Rudern als Wettkampfsportart

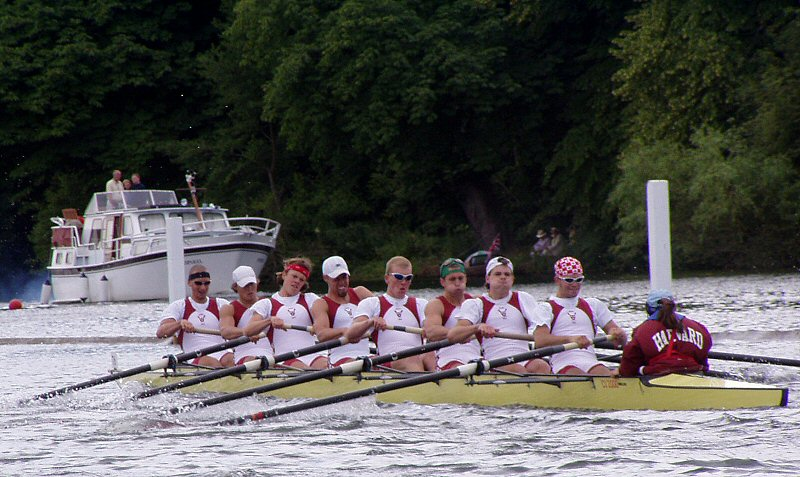
Männerachter der Harvard University 2004 bei der Henley Royal Regatta

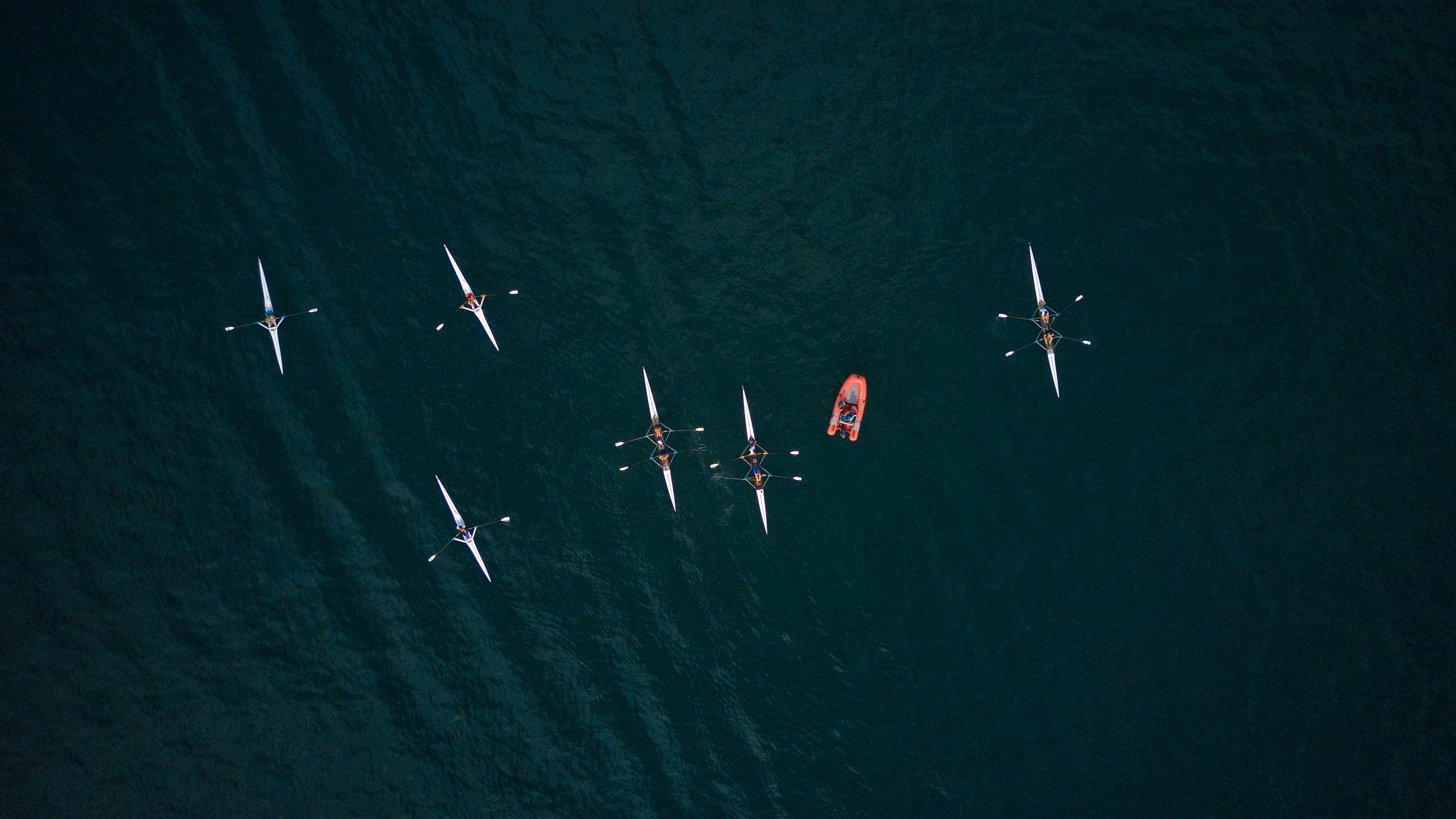
Ruderboote beim Training auf dem Gardasee

### Olympisches Rudern
Rudern ist seit 1900 olympische Sportart (siehe Olympische Sommerspiele). Die für die ersten Olympischen Spiele der Neuzeit 1896 in Athen vorgesehenen Ruderwettbewerbe sind aus Witterungsgründen ausgefallen. Das erste Rennen im Einer ging über eine Distanz von 1750 Metern. Die Distanzen betrugen 1904 3219 m, 1908 2414 m und 1948 1883 m. Heute werden Wettkämpfe über eine Distanz von 2000 m gefahren. Derzeit werden 14 Wettbewerbe bei den Olympischen Spielen durchgeführt und 4 bei den Paralympischen Spielen.

### Vom Weltruderverband (FISA) anerkannte Klassen von Rennruderbooten
- Allein
  - Einer (1x): Eine Person rudert, hat sowohl links als auch rechts einen Skull.
- Zu Zweit
  - Zweier ohne Steuermann (2-): Zwei Personen mit je einem Riemen, ohne Steuermann.
  - Zweier mit Steuermann (2+): Zwei Personen mit je einem Riemen und als dritte Person einen Steuermann. Kann vorne im Bug liegen oder im Heck sitzen. Seit 1996 keine olympische Disziplin mehr.
  - Doppelzweier (2x): Zwei Personen mit einem Skull in jeder Hand.
- Zu Viert
  - Vierer ohne Steuermann (4-): Vier Personen mit je einem Riemen, ohne Steuermann.
  - Vierer mit Steuermann (4+): Vier Personen mit je einem Riemen und als fünfte Person einen Steuermann. Kann im Bug des Bootes liegen oder im Heck sitzen. Seit 1996 keine olympische Disziplin mehr.
  - Doppelvierer (4x-): Vier Personen mit je einem Paar Skulls. Einen Steuermann gibt es hier nicht.
- Zu Acht
  - Achter (8+): Acht Personen mit einem Riemen und einem Steuermann. Ist die schnellste Bootsklasse

Es gibt noch andere Bootsklassen (sogar einen Einer mit Steuermann), die aber im Hochleistungssport keine Rolle spielen. Bei Breitensportregatten und im Juniorenbereich wird zum Beispiel recht häufig der Doppelvierer mit Steuermann gefahren, ebenso gibt es mitunter einen Doppelachter.

### Weltbestzeiten im Rudern
Da äußere Einflüsse wie Wind, Strömung und Wellen einen großen Einfluss auf die erreichten Zeiten haben, gibt es im Rudern keine Weltrekorde. Um dennoch einen Vergleichsmaßstab bieten zu können, gibt es von der FISA offiziell anerkannte Weltbestzeiten im Rudern.

### Weltmeisterschaften
Weltmeisterschaften im Rudern finden in den nichtolympischen Jahren sowie in den nichtolympischen Bootsklassen zusätzlich auch in den olympischen Jahren statt. Die Weltmeisterschaften der unter 23-Jährigen werden im Regelwerk der FISA erst seit 2005 als „echte“ WM geführt. Eine detaillierte Aufstellung der Weltmeisterschaften findet sich im Artikel Ruder-Weltmeisterschaften.

### Europameisterschaften
Seit 2007 werden nach über dreißigjähriger Pause auch wieder Ruder-Europameisterschaften ausgetragen. Die ersten europäischen Rudermeisterschaften fanden bereits 1893 statt und wurden seitdem bis 1973 jährlich mit nur kleinen Unterbrechungen während der Weltkriege durchgeführt.

### Deutsches Meisterschaftsrudern
Als Deutsches Meisterschaftsrudern bezeichnet der Deutsche Ruderverband traditionell die Wettbewerbe zur Ermittlung der Deutschen Meister im Rudern. Sie werden über die international übliche Wettkampfdistanz von 2000 m ausgetragen. Die Meisterschaften in den Kleinbooten (Einer und Zweier ohne Steuermann) sind dabei ein wichtiges Qualifikationskriterium für die Besetzung der Nationalmannschaften. Die ersten Deutschen Rudermeisterschaften im Einer wurden 1882 in Frankfurt am Main ausgetragen.

## Rudern und Gesundheit
Rudern kann ab einem Alter von ca. acht Jahren (entscheidend ist hier vor allem die Körpergröße) bis ins hohe Alter betrieben werden.
Als eine von wenigen Sportarten wirkt sich Rudern auf alle Hauptmuskelgruppen positiv aus und ist dazu äußerst kreislauffördernd. Beim Sportrudern wird über einen Rollsitz auch die Beinmuskulatur (70 %) eingesetzt. Verletzungen sind selten, nach Untersuchungen von Krankenkassen zählt Rudern zu den gesündesten und ungefährlichsten Sportarten. Das Ruderergometer als Gerät zum Fitness und Ausdauertraining wird ebenfalls immer beliebter.
Für Menschen mit arterieller Hypertonie wird Rudern als Ausdauersportart mit erhöhtem Krafteinsatz als „bedingt geeignet“ eingestuft. Die Eignung ist dabei abhängig von der Schwere der Hypertonie, Begleiterkrankungen sowie der sportlichen Vorerfahrung.
Darüber hinaus sind Fälle bekannt, bei denen Ruderer nach Unfällen im Wasser ertrunken sind. Gefahr besteht in der Kaltwassersaison, die in Mitteleuropa etwa neun Monate dauert. Gefährlich sind Flüsse mit starker Strömung, aber auch Seen im Zusammenspiel mit den Wetterbedingungen. Auf Gewässern, die für den Schiffsverkehr genutzt werden, kann es zu Kollisionen und Unfällen kommen.
Durch falsche Technik wie Rudern mit starker Kyphose oder Lordose im Durchzug können allerdings gesundheitliche Schädigungen auftreten. Zudem kommt es beim Rudern durch die Scherbelastung der Haut an den Rudergriffen zu einer vermehrten Blasen- und Hornhautbildung an den Händen des Ruderers. Diese Schäden sind vor allem anfangs und nach längeren Trainingspausen (beispielsweise nach dem Winter) schmerzhaft, mit der Zeit bildet sich jedoch eine belastbare Hornhautschicht. Danach treten Beschwerden nur noch bei ungewohnten Belastungen auf, zum Beispiel bei Variation der Griffgröße oder -beschaffenheit oder Wechsel von Riemen- und Skullrudern.
Wie in allen Sportarten mit Gewichtsbegrenzung kann es im Leichtgewichtsrudern bei dem Versuch, das Zielgewicht krampfhaft zu erreichen, zu gesundheitlichen Gefährdungen kommen. So kommt es immer wieder zu Todesfällen durch so genanntes Abkochen – körperlicher Belastung bei hohen Temperaturen in Kombination mit dem Tragen dicker Kleidung, um durch das Schwitzen einen Gewichtsverlust zu erreichen – vor dem Wiegetermin. Bei den Kinderruderern liegt die Gewichtsgrenze je nach Alter und Geschlecht zwischen 45 kg und 55 kg, darüber ist man Normalgewicht; bei den B-Junioren ist die Grenze 62,5 kg (zu erreichendes Mannschaftsdurchschnittsgewicht, Höchstgewicht eines Ruderers 65 kg; andere altersbezogene Gewichtsklassen siehe Rennrudern#Gewichtsklassen). Ebenfalls von einer Gewichtsbegrenzung betroffen sind die Steuerleute, die zwar über 55 kg wiegen müssen, dieses Gewicht aber nicht überschreiten sollten, um möglichst wenig zusätzliches Gewicht im Boot darzustellen. Hierzu bleiben die Steuerleute oft unterhalb des Minimalgewichts und trinken vor der offiziellen Wiegung große Mengen Wasser oder verwenden (illegal) Kleidungsstücke mit eingenähten Gewichten.

### Fachbücher
- Arno Boes: Rudern – Alles, was man wissen muss. Meyer & Meyer, Aachen 2020, ISBN 978-3-8403-7737-2.
- Wolfgang Fritsch: Das große Buch vom Rennrudern. 2. Auflage. Meyer & Meyer, Aachen 2020, ISBN 978-3-89899-864-2.
- Frank Baumgart: Rudern lernen – Methodik und Methoden des Rudern-lernens. NWRV, 2020, ohne ISBN. (rudern.sams-server.de, PDF, 1,2 MB)
- Daniel Boyne: Essential Sculling. 2. Auflage. Lyons Press, 2020, ISBN 978-1-4930-4356-9. (engl.)
- Andreas König u. a.: Sicher rudern – Sicherheitshandbuch des Deutschen Ruderverbands. 6. Auflage. DRV, 2019, ohne ISBN.
- Arno Boes: 111 Gründe das Rudern zu lieben. Von Olympiamedaillen und Freizeitspaß: eine Liebeserklärung an die großartigste Sportart der Welt. Schwarzkopf & Schwarzkopf, Berlin 2018, ISBN 978-3-942665-58-2.
- Rüdiger Klostermeyer: Einfach rudern – Was ein Boot zum Laufen bringt. Lappe, 2018, ISBN 978-3-9817655-3-3.
- Charles Simpson, Jim Flood: Advanced Rowing. Bloomsbury, 2017, ISBN 978-1-4729-1233-6. (engl.)
- Stefan Mühl: Grundlagenstudie Wanderrudern Deutschland. Dissertation. Köln 2018. (dshs-koeln.de, PDF)
- Sebastian Tondorf: Rudern lernen mit Marcel. DRV, 2017, ohne ISBN. (rudern.sams-server.de, PDF, 0,9 MB)
- Wolfgang Fritsch, Volker Nolte: Masterrudern. 2. Auflage. Meyer & Meyer, Aachen 2016, ISBN 978-3-8403-7544-6.
- Valery Kleshnev: The Biomechanis of Rowing. Crowood Press, 2016, ISBN 978-1-78500-133-8. (engl.)
- A. Hutmacher: Die Entwicklung des Frauenruderns in Deutschland. Dissertation. Deutsche Sporthochschule Köln, Köln 2010. (rudern.de, PDF)
- Wolfgang Fritsch: Rudern. 4. Auflage. Meyer & Meyer, Aachen 2014, ISBN 978-3-89899-860-4.
- Ronald Bockius: Rudersport im Altertum – Facetten von Wettkampf, Spiel und Spektakel. Schnell & Steiner, 2013, ISBN 978-3-7954-2764-1.
- Dieter Altenburg u. a.: Handbuch Rudertraining. 2. Auflage. Limpert, 2013, ISBN 978-3-7853-1890-4.
- Dirk Andresen, Timo Reinke: Karl Adam – Der Vater des Deutschland-Achters. Audiotex, 2012, ISBN 978-3-00-038151-5.
- Volker Nolte: Rowing Faster. 2. Auflage. Human Kinetics, 2011, ISBN 978-0-7360-9040-7. (engl.)
- Wolfgang Fritsch: Tipps fürs Rudern. 2. Auflage. Meyer & Meyer, Aachen 2004, ISBN 3-89899-037-0.
- Volker Grabow, Ute Ronge: Grundkurs Rudern – Materialien für die Ruderausbildung. UD, 2003, ohne ISBN. (krc71.de, PDF, 1,5 MB)
- Craig Lambert: Rudern – Eine Lebenskunst. Ariston, 1999, ISBN 3-7205-2079-X.
- Benjamin Ivry: Regatta – A Celebration of Rowing. Stoddart, 1988, ISBN 0-7737-2202-5. (engl.)
- Bernhard Kuhse: Schülerrudern – Geschichte und Betrieb. Weidmannsche Buchhandlung, 1908, ohne ISBN. (ia802604.us.archive.org, PDF, 12,3 MB)

### Zeitschriften
- Rudersport. ISSN 0342-8281 (www.rudersport-magazin.de)
- Row 360. ISSN 2056-5356 (www.row-360.com, engl.)
- Rowing News. ISSN 1548-694X (www.rowingnews.com, engl.)